# زولسكايا (ستافروبول)
زولسكايا (بالروسية: Зольская) هي مدينة في مقاطعة ستافروبول كراي في روسيا.
يبلغ عدد سكانها حوالي 8619   نسمة.